# Vlag van São Paulo (stad)

Vlag van de stad São Paulo

De vlag van São Paulo bestaat uit een wit veld, met een rood kruis, getekend, open en met uitgestrekte breedte, van de Orde van Christus, met een witte cirkel, omrand met rood, boven het snijpunt van zijn breedte, met het wapen van de stad. De vlag werd ingesteld op 6 maart 1987 door burgemeester Jânio Quadros. Hiervoor was de vlag helemaal wit met het wapen van de stad in het midden.
Wit symboliseert vrede, zuiverheid, matigheid, waarheid, openhartigheid, integriteit, vriendschap en de synthese van rassen. Rood symboliseert durf, moed, dapperheid, galantheid, vrijgevigheid en eer. Het kruis roept de stichting van de stad op. De cirkel is het embleem van de eeuwigheid en bevestigt de positie van São Paulo als hoofdstad en leider van de staat. Voor de symboliek over het wapen van de stad, zie het artikel Wapen van São Paulo (stad).

Vorige vlaggen
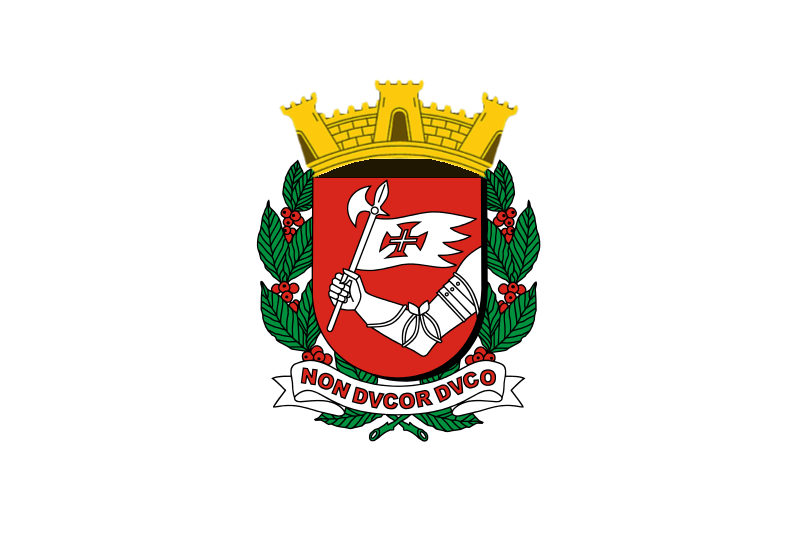
1950-1974
1974-1987